# Brachytria discopunctata
Brachytria discopunctata là một loài bọ cánh cứng trong họ Cerambycidae.